# Althéa Laurin
Althéa Laurin, född 1 september 2001, är en fransk taekwondoutövare.

## Karriär
Vid OS 2020 tog Laurin brons i taekwondos tungviktklass. Vid VM 2023 tog hon också guld.
Vid olympiska sommarspelen 2024 i Paris tog Laurin guld i +67 kg-klassen efter att ha besegrat uzbekiska Svetlana Osipova i finalen.